# Martin Friedrich von Stollhofen
Martin Friedrich von Stollhofen (* November 1691 in der Uckermark; † 9. August 1758 in Küstrin) war ein preußischer Generalmajor, Kommandeur des Infanterie-Regiments Nr. 2 und Ritter des Ordens Pour le Mérite. Er wurde von 1744 von Friedrich II. in den Adelsstand erhoben. Sein Vater war Prediger in der Uckermark.

## Leben
Er ging bereits im April 1707 in preußische Dienste und kam als einfacher Soldat in das Infanterie-Regiment „Dönhof“ Nr. 2. Er kämpfte zunächst im Spanischen Erbfolgekrieg. Im Pommernfeldzug 1715/1716 war er bei der Belagerung von Stralsund (1715) bereits Unteroffizier. Er wurde danach mit auf Werbung geschickt und war dabei so erfolgreich, dass ihn der König Friedrich I. zum Fähnrich ernannte. Er wurde weiter zur Werbung eingesetzt und stieg zum Leutnant auf.
Als die Preußische Armee im Jahr 1734 an den Rhein marschierte war er Premierleutnant und Kommandeur der Leibkompanie des Generalleutnants Erhard Ernst von Röder. Bald danach wurde er Stabshauptmann. Seine unadelige Herkunft verhinderte ein weiteres rasches Vorankommen. Mit der Thronübernahme durch Friedrich II. wurde er zum Hauptmann befördert und erhielt die Kompanie Brarein. Am Ende des Jahres 1740 erhielt er den Auftrag, das Kloster zur Heiligen Linde zu besetzen, da es die Huldigung verweigert hatte. Dieses wurde nach dem Einrücken von 200 Mann nachgeholt. Ende Februar 1741 marschierte das Regiment in das Heerlager bei Brandenburg. Dann nahm es in Spandau und Bernau sein Winterquartier und im April 1742 marschierte es nach Böhmen, wo Stollhofen am 17. Mai 1742 in der Schlacht bei Chotusitz kämpfte. Nach dem Frieden kehrte das Regiment nicht zurück, sondern wurde in Schlesien in der Grafschaft Glatz in Habelschwerdt und Mittelwalde einquartiert. Stollhofen selber wurde Ende des Jahres in den Kanton zurückgeschickt, um das Regiment zu ergänzen. Am 31. Mai 1743 wurde er zum Major ernannt. Während der Militärparade im Jahr 1744 erhielt Stollhofen von Friedrich II. die Erhebung in den erblichen Adelsstand.
Während des zweiten Schlesischen Krieges befand er sich bei der Belagerung von Prag und kämpfte unter Leopold I. von Anhalt-Dessau in Oberschlesien. Am 14. Januar 1745 kämpfte er in der Habelschwerdt und dann bei Hohenfriedberg, wo er schwer verletzt wurde. Erst 1746 kam er zurück zum Regiment und wurde nach Preußen verlegt. Er bekam sein Quartier in Schippenbeil. Als dort 1749 ein Stadtbrand ausbrach, konnte er mit einer Kompanie den Pulverturm räumen, bevor ihn der Brand erreichte. Im Jahr 1751 wurde er Oberstleutnant und erhielt 1753 den Pour le Mérite. Noch Oberstleutnant, wurde er 1754 Regimentskommandeur, aber noch im selben Jahr Oberst.
Das Regiment zog danach in den Siebenjährigen Krieg. Am 30. August 1757 kämpfte er in der Schlacht bei Groß-Jägersdorf und bekämpfte die nach Pommern vorgedrungenen Schweden, die sich aus Stralsund und Rügen zurückziehen mussten. 1758 wurde er zum Generalmajor ernannt und wurde dem Korps des Generals Dohna zugeteilt. Im Heerlager bei Lebus erkrankte er schwer und wurde nach Küstrin gebracht. Er starb dort bei seiner Ankunft am 9. August 1758 – noch im Wagen sitzend – vor dem Gouverneurshaus.

## Familie
Er heiratete im Jahr 1724 in Rastenburg Anna Dorothea Gesell († 1747). Sie war die Tochter eines Stadtmusikers. Der Ehe entstammen zwei Söhne und drei Töchter.
- Otto Wilhelm (* 1725), stand zuletzt im Garnisonregiment Nr. 7
- Samuel Gustav (1737–1783), Stabskapitän im Dragonerregiment Nr. 6
- Marie Eleonore,

⚭I 1763 Otto Friedrich von Amstel (1728–1768), Kapitän, Sohn von Georg Friedrich von Amstel
⚭II 1768 Friedrich Ludwig von Sixthin, Premierleutnant im Infanterieregiment Nr. 16
- Sophie Dorothea ⚭ 1752 Samuel Gebhard von Altenbockum, zuletzt Major im Garnisonregiment Nr. 1
- Luise Charlotte ⚭ 1767 Karl Albrecht von Varchmin auf Worlack